# Papua-Neuguinea-Ratte
Die Papua-Neuguinea-Ratte (Rattus niobe) ist ein im östlichen Neuguinea endemisches Nagetier in der Gattung der Ratten. Sie zählt zu einer Artengruppe, die nach der Kap-York-Ratte (Rattus leucopus) benannt ist. Weiter westlich verbreitete Populationen wurden von dieser Art in die Arten Vogelkop-Bergratte (Rattus arfakiensis), Westliche Neuguinea-Bergratte (Rattus arrogans) und Pocock-Hochlandratte (Rattus pococki) überführt.

## Merkmale
Die Art ist kleiner als weiter westlich verbreitete Ratten, die früher eingerechnet wurden. Sie wird ohne Schwanz 100 bis 135 mm lang, die Schwanzlänge liegt bei 115 bis 140 mm und das Gewicht bei 36 bis 55,5 g. Es sind 25 bis 29 mm lange Hinterfüße und 15,5 bis 19,5 mm lange Ohren vorhanden. Die Haare der Oberseite sind dunkel graubraun bis schwarzbraun mit leicht rötlichen Spitzen und die Grenze zur Unterseite ist undeutlich. Unterseits besitzen die Haare leicht gelbliche Spitzen. Typisch für die Füße sind braune Oberseiten mit Silber Schimmer. Auf dem dunklen Schwanz sind feine kurze Haare vorhanden. Die Papua-Neuguinea-Ratte hat enge molare Zähne. Von den paarig angeordneten Zitzen der Weibchen liegen zwei auf der Brust und sechs im Leistenbereich. Der diploide Chromosomensatz besteht aus 32 Chromosomen (2n=32).

## Verbreitung
Diese Ratte bewohnt Gebirge im zentralen Bereich und auf Halbinseln von Papua-Neuguinea. Sie wurde zwischen 750 und 4050 Meter Höhe registriert. Die Art lebt in feuchten Bergwäldern, die ursprünglich oder leicht verändert sind. Sie besucht Gärten, die traditionell bewirtschaftet werden.

## Lebensweise
Soweit keine dichte Moos- oder Grasschicht vorhanden ist, sind die Tiere nachtaktiv. Sie bauen ein unterirdisches Nest mit zwei Ausgängen, das in der Seitenansicht einem U gleicht. Manchmal werden Grasnester angelegt. Die Papua-Neuguinea-Ratte bevorzugt in der Trockenzeit Senken, die feuchter sind. Jedes Exemplar hat ein bis zu 15 Hektar großes Revier. Die Tiere wandern innerhalb von 24 Stunden mindestens 60 Meter und einzelne Männchen schafften 300 Meter mit 50 Meter Höhenunterschied. Vermutlich dominieren Pflanzen die Nahrung. Exemplare nahmen sich Süßkartoffeln aus dem Vorrat der Forscher.
Weibchen können sich zu allen Jahreszeiten fortpflanzen, doch die Anzahl trächtiger Weibchen zu einem bestimmten Zeitpunkt ist gering. Ein Wurf enthält maximal drei Neugeborene, was wenig für eine Ratte ist.

## Gefährdung
In den bewohnten Höhenlagen sind keine Bedrohungen bekannt. Die IUCN listet die Papua-Neuguinea-Ratte als nicht gefährdet (least concern).